# Dirk Zeelenberg
 (octobre 2018).
Si vous disposez d'ouvrages ou d'articles de référence ou si vous connaissez des sites web de qualité traitant du thème abordé ici, merci de compléter l'article en donnant les références utiles à sa vérifiabilité et en les liant à la section « Notes et références ».
Dirk Zeelenberg, né le 11 mars 1969 à Rotterdam, est un acteur et écrivain néerlandais.

## Filmographie

### Cinéma et téléfilms
- 1989-1994 : We zijn weer thuis (nl) : Rob van Zijl
- 1990 : Romeo : L'acteur
- 1991 : Suite 215 : Diverses rôles
- 1992 : De Vereenigde Algemeene (nl) : Twee geeltjes
- 1992 : In de Vlaamsche pot (nl) : Gast
- 1993 : Mus : Ambtenaar van de Sociale Dienst
- 1994 : Kats en Co (nl) : Bas
- 1995 : Het laatste glas melk : Matthieu
- 1995 : De schaduwlopers (nl) : Frans
- 1995 : Antonia et ses filles : Pier
- 1996-2001 : Baantjer Televisieserie : Gerard Rengel
- 1998 : Over de liefde : Diverses rôles
- 1998 : Het 14e kippetje (nl) : Martin Teitel
- 1998 : Wij, Alexander (nl): Kleinzoon Van Dijck
- 1999 : Man, vrouw, hondje (nl) : Diverses rôles
- 1999 : De Boekverfilming (nl) : Lars Schumann Jr. II
- 2000-2001 : All Stars (nl) : Bram
- 2002 : ''n stukje humor : Rôle inconnu
- 2003 : Russen (nl) : Ronnie
- 2004 : Costa! (nl) : Martin Meijers
- 2004 : Simon de Eddy Terstall : Bram[1]
- 2005 : Restaurant de Eddy Terstall
- 2009 : Stricken de Reinout Oerlemans : Makelaar[2]
- 2009 : The Hell of '63 (en) de Steven de Jong[3]
- 2010 : The Happy Housewife (en) de Antoinette Beumer[4]
- 2011 : De president (nl) de Erik de Bruyn : Vlonder[5]
- 2014 : Tuscan Wedding (en) de Johan Nijenhuis : Koos[6]
- 2014 : Hartenstraat (nl) : Roderick
- 2015 : Dagboek van een callgirl (nl) : Klant
- 2015 : De TV Kantine (nl) : Tamar Mendelbaum
- 2016 : Familieweekend (nl) : Rhoderick
- 2017 : Dokter Tinus : Jos Vermalen

## Théâtre
- 1988 : Iphgeneia in Aulis (Réaliser par : Alize Zandwijk)
- 1989 : Voorjaarsontwaken (Réaliser par : Alize Zandwijk)
- 1990 : De Zaak Kenny
- 2000 : Op bezoek bij meneer Green

## Livres
- 2016 : Niet bepaald een succesverhaal: over lef, missers en schaamteloos genieten
- 2017 : Ode aan de liefde: ontroerende, hilarische en herkenbare verhalen over geluk in de liefde